# Sân bay Bardera
Sân bay Bardera (IATA: BSY, ICAO: HCMD) là một sân bay ở Bardera, Somalia.